# 廣瀨武夫
廣瀨武夫（慶應4年5月27日（1868年7月16日）─明治37年（1904年）3月27日）是明治時代的大日本帝國海軍軍官。日俄戰爭第二次旅順港閉塞作戰時，為了搜救部下杉野孫七而戰死。享年36歲。
戰死後追昇中佐，被神格化為「軍神」。在東京的萬世橋車站前、岐阜縣高山市的飛驒護國神社等地建立其銅像。事跡轉寫成「文部省唱歌」的歌曲『廣瀨中佐』。其故鄉大分縣竹田市也創設廣瀨神社。

## 經歷
廣瀨出生於豐後國竹田（今大分縣竹田市），為岡藩武士廣濑友之允次子。年幼喪母，由祖母養育。西南战争時，竹田老家被燒毀,全家移居飛驒高山（今歧阜縣高山市）。明治18年（1885年）辭去攻玉社中學教師後，就讀海軍兵學校，並於講道館開始學柔道。1889年畢業，入學名次是第19名，畢業名次為80人中第64名（亦有第49名一說）。為爭取赴俄羅斯帝國留學名額苦學俄語，於明治30年成行，並結識許多貴族朋友，後任駐俄武官。1904年參加日俄戰爭中的旅順港閉塞作戰，3月27日，率領18人敢死隊駕駛充當閉塞船的貨船福井丸，抵達座標前曾遭俄驅逐艦魚雷攻擊。撤退時，廣瀨折返船艙尋找負責點燃引爆自沉炸藥仍未於救生艇報到的杉野孫七上等兵。而在不得已放棄搜救後，甫才走上甲板。广濑搜救杉野的事情中他惜兵如子的精神，后来被传为佳话，广濑也因此成为了“军神”。作战中，廣瀨頭部遭俄軍砲彈擊中而死，享年36歲。

## 年表
- 1889年（明治22年）4月 - 海軍兵學校畢業。
- 1894年（明治27年）6月 - 參加日清戰爭。
- 1895年（明治28年）3月 - 晉升大尉。
- 1897年（明治30年）8月 - 俄國留學。
- 1900年（明治33年）9月 - 晉升少佐。
- 1902年（明治35年）3月 - 歸國。
- 1904年（明治37年）3月 - 日俄戰爭從軍，戰死。追綬中佐。

## 出演者
- 宇津井健（新東寶電影『明治天皇和日俄大戰爭』）
- 加山雄三（東寶電影『日本海大海戰』）
- 加藤剛（TBS電視劇『海は甦える』）
- 美木良介（NTV電視劇『花燃える日日～野望の国第二部・花の章』）
- 藤本隆宏（NHK電視劇『坂上之雲』）
- 矢吹二朗（TBS電視劇『二百三高地 愛は死にますか』）

## 外部連結
- YouTube上的広瀬中佐(song)